# جو دويل (مغني)
جو دويل (بالإنجليزية: Joe Doyle)‏ هو مغني أيرلندي، ولد في 8 مايو 1977.

## وصلات خارجية
- جو دويل على موقع IMDb (الإنجليزية)
- جو دويل على موقع ميوزك برينز (الإنجليزية)
- جو دويل على موقع ميوزك برينز (الإنجليزية)
- جو دويل على موقع ديسكوغز (الإنجليزية)
- جو دويل على موقع قاعدة بيانات الفيلم (الإنجليزية)